# Palaeoisometrus elegans
Genre
Espèce
Palaeoisometrus elegans, unique représentant du genre Palaeoisometrus, est une espèce fossile de scorpions de la famille des Buthidae.

## Distribution
Cette espèce a été découverte dans de l'ambre de la Baltique. Elle date du Paléogène.

## Description
La femelle subadulte holotype mesure 19 mm.

## Publication originale
- Lourenço & Weitschat, 2005 : « A new genus and species of fossil scorpion from a different kind of Baltic amber (Scorpiones, Buthidae). » Mitteilungen aus dem Geologisch-Paläontologischen Institut der Universität Hamburg, vol. 89, p. 183-188.